# Clarice Orsiniová
Clarice Orsiniová (23. listopadu 1450 – 30. července 1488) se narodila jako dcera Jakuba Orsiniho a jeho manželky a sestřenice Magdaleny Orsiniové. Byla manželkou Lorenza I. Medicejského a matkou papeže Lva X.

## Život
Svatba Lorenza a Clarice se konala 4. června 1469 a trvala čtyři dny. Manželství bylo dohodnuto Lorenzovou matkou Lucrezií Tornabuoniovou, která pro nejstaršího syna hledala manželku ze šlechtické rodiny, aby tak zvýšila prestiž Medicejů. Jejich manželství bylo na florentské poměry neobvyklé, protože manželé byli skoro stejně staří. Clarise obdržela věno ve výši 6000 florinů.
Politická povaha manželství znamenala, že jedna strana rodiny byla často žádána, aby pomohla straně druhé. Lorenzo pomohl Claricinu bratrovi Rinaldovi, aby byl zvolen za florentského arcibiskupa. Lidé prosili Clarici, aby je u manžela podpořila v jejich prosbách o úlevu na daních či o propuštění rodinných příslušníků z vyhnanství nebo vězení.
Clarice nebyla ve Florencii oblíbená, protože její přísná zbožnost ostře kontrastovala s humanistickými ideály doby. Dokonce i sám Lorenzo upřednostňoval Florenťanku Lucrezii Donatiovou, které věnoval své básně.
Během spiknutí Pazziů, jehož cílem bylo zavraždění Lorenza a jeho mladšího bratra Giuliana, odešla Clarice s dětmi do Pistoje (Giuliano následkem atentátu zemřel, Lorenzo však přežil).
Clarice se několikrát vrátila do Říma, aby navštívila své příbuzné; navštívila také Volterru, Colle di Val d'Elsa, Passignano sul Trasimeno a další místa. Během těchto návštěv byla považována za zástupkyni svého manžela, což byla pro ženu v té době neobvyklá role.
Clarice zemřela 30. července 1488 ve Florencii a byla pohřbena o dva dny později. Její manžel s ní nebyl, když umírala, a ani se nezúčastnil pohřbu.

## Potomci
- Lukrécie Medicejská (4. srpna 1470 – 15. listopadu 1553), ⚭ 1486 Iacopo Salviati (15. září 1461 – 6. září 1533)
- dvojčata (*/† 1471)
- Petr Medicejský (15. února 1472 – 28. prosince 1503), vládce Florencie v letech 1492–1494, ⚭ Alfonsina Orsini (1472–1520)
- Magdaléna Medicejská (25. července 1473 – 2. prosince 1528), ⚭ 1487 Franceschetto Cybo (c.1450–1519)
- Beatrix Medicejská (*/† 1474)
- Giovanni di Lorenzo Medicejský (11. prosince 1475 – 1. prosince 1521), jako papež Lev X. zastával funkci od roku 1513 až do své smrti
- Luisa Medicejská (1477–1488)
- Antonie Medicejská (16. ledna 1478 – 29. června 1515), ⚭ 1494 Piero Ridolfi (1467–1525)
- Julián Medicejský (12. března 1479 – 17. března 1516), vládce Florencie od roku 1512 až do své smrti, vévoda z Nemours, ⚭ 1515 Filiberta Savojská (1498–1524)